# كريستيان وولف (ملحن)
كريستيان وولف (بالألمانية: Christian Wolff)‏ هو ملحن ألماني، ولد في 1705 في Naundorf, Saxony ‏ في ألمانيا، وتوفي في 1773 في Dahlen, Saxony ‏ في ألمانيا.

## وصلات خارجية
- كريستيان وولف على موقع ميوزك برينز (الإنجليزية)